# Mauriapass
Der Passo della Mauria ist ein auf die Höhe von 1298 m s.l.m. hinaufführender Gebirgspass in Italien. Die Straße SS 52 führt bei einer maximalen Steigung von 10 % von Lozzo di Cadore (Region Venetien) ostwärts nach Forni di Sopra und weiter nach Ampezzo (Region Friaul-Julisch Venetien). Bei normalen Wetterverhältnissen gibt es keine Wintersperre. Auf der Passhöhe befindet sich ein Gasthaus. Obwohl es sich um eine wichtige Ost-West-Verbindung handelt und die Route bei Motorradfahrern sehr beliebt ist, ist die Straße nicht allzu breit ausgebaut.
Der Pass wird vom Dolomiten-Höhenweg 6 (Weg der Stille) berührt, der durch die südlichen Karnischen Alpen (auch Friauler Dolomiten genannt) und damit zumeist durch einsames Bergland führt. Nördlich des Passes erstrecken sich die Berggruppen Terza und Bivera, südlich die Berggruppen Cridola und Monfalconi, letztere mit dem Wahrzeichen der Friauler Dolomiten, der freistehenden Felsnadel Campanile di Val Montanaia. Eine unschwierige Wanderung führt von der Passhöhe durch ausgedehnte Wälder südwärts zum Rifugio Giàf (1400 m, in eindrucksvoller Lage). Von der Passhöhe führt auch ein Schotterweg (Fahrverbot) aus der Zeit des Ersten Weltkrieges zu den Ruinen einer italienischen Sperrfestung am Monte Miaron. Unweit südlich der Passhöhe befinden sich die Quellen des Tagliamento.